# Tetraponera clypeata
Tetraponera clypeata é uma espécie de formiga do gênero Tetraponera, pertencente à subfamília Pseudomyrmecinae.